# Trol
|  | Per a altres significats, vegeu «troll (desambiguació)». |

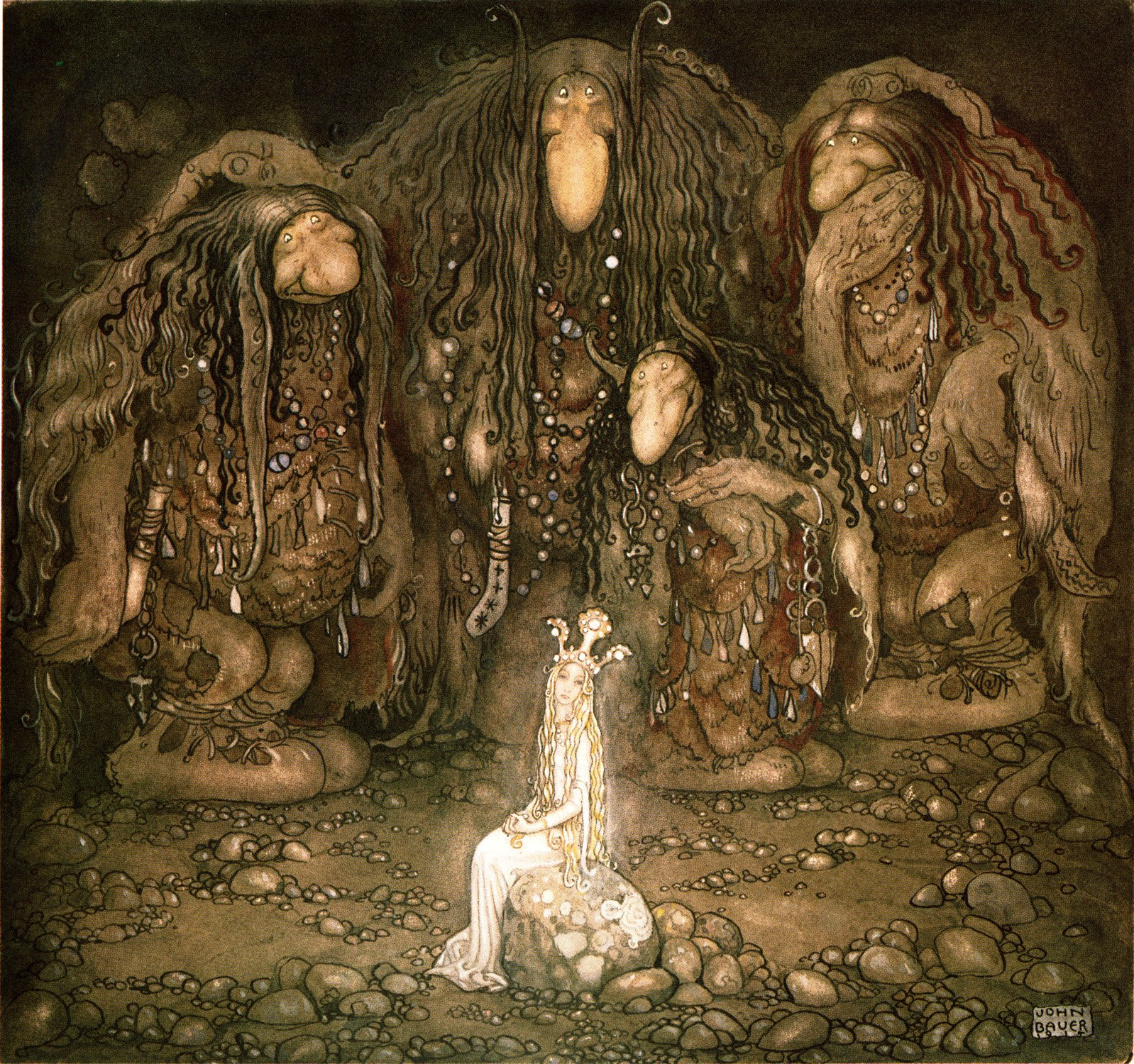
«Trols», dibuix de John Bauer, 1915

Un trol és un monstre propi de la mitologia escandinava que s'ha popularitzat arreu gràcies a les històries fantàstiques, en especial les de J.R.R. Tolkien.
El seu nom ve d'una paraula del nòrdic antic que significava persona dotada de poders màgics o foscs. Els trols tenen un aspecte antropomorf però són peluts, lleigs i bruts, tot i que les versions per a nens a vegades els han convertit en una espècie simpàtica. Als contes de fades escandinaus els trols acostumaven a venir de nit del bosc on viuen per raptar els fills petits. Eren éssers plens de pèl que estimaven la foscor de la nit i l'or, com moltes altres criatures del subsol. Els missioners cristians van combatre durant segles els trols i tota la mitologia precristiana, en pretendre que estaven aliats del dimoni.
Van inspirar moltes bandes de heavy metal i estils similars s'identifiquen amb figures de trols i expressen el seu refús de la mitologia cristiana.